# 偽装の夫婦
『偽装の夫婦』（ぎそうのふうふ）は、2015年10月7日から12月9日まで毎週水曜日22:00 - 23:00に、日本テレビ系の「水曜ドラマ」枠で放送された日本のテレビドラマ。
天海祐希主演、遊川和彦脚本のラブコメディで、天海と遊川は2005年に放送された『女王の教室』、2007年1月クールに同局で放送されたドラマ『演歌の女王』以来8年振りにタッグを組む事になる。
番組のタイトル表示は「理想（この部分に×が入り、その上に「偽装」の文字が入る）の夫婦」である。

## あらすじ
「孤高の美女」「理想の女性」といわれながら、実際には人との付き合いが大嫌いだという嘉門ヒロ。それが、25年前の大学時代に一度だけ愛したものの、理由を明かさず姿を消して逃げた彼氏・陽村超治と再会するところから物語が始まる。そしてその再会をきっかけに「偽装結婚」生活を始めることになる。

## キャスト

### レギュラー
嘉門 ヒロ（かもん ひろ）〈45〉
演 - 天海祐希（幼少期：庄野凛）
主人公。図書館司書。才色兼備で身体能力も高い。幼い頃に両親を火事で亡くしており、親戚の叔母家庭に育てられる。大学時代に陽村超治と付き合うが、突然姿を消されたため人間嫌いとなり、それ以来感情を表に出さなくなる。人前では笑顔を浮かべているものの、内心では他人に毒づいていることが多い（その際のモノローグはテロップで表記される）。長らく独身生活を送っていたある日、近所の保育園で園長代理を務めていた陽村超治と25年ぶりに再会する。
久しぶりに再会した陽村超治はゲイになっており、余命僅かだという母親を安心させたいと偽装結婚を要求される。一度は断るも、本の積み過ぎで床を壊したため、住んでいたアパートを追い出されてしまい、陽村超治に修理費を貸す代わりに偽装結婚して欲しいと頼まれ、仕方なく同居することとなる。しかし、偽装結婚での生活を続けていくうちに、無意識に「心の声」を口に出すようになる等の変化が表れる。
また、心の中に閉まっていた彼への愛情に気付き、偽装結婚生活に苦痛を感じ始め、陽村家を出る。趣味は読書。陽村超治との愛情表現として「ハグ」を大切にしており、「ハグしていいか？ってかもうしてるけどな」という陽村超治とのお決まりのフレーズがある。昭和45年11月6日生まれ。
陽村 超治（ひむら ちょうじ）〈45〉
演 - 沢村一樹
陽村華苗の息子で幼稚園園長代理。人懐こく明るい性格であり、幼稚園の子供たちを笑顔にさせることを生きがいとしている。大学時代に嘉門ヒロと付き合っていたが、実はゲイであったため、嘉門ヒロを心から愛することができず、姿を消した。25年ぶりに再会し、母親の陽村華苗の余命いくばくない病気のことから、母親の陽村華苗を安心させるために嘉門ヒロに偽装結婚を申し込む。
当初は嘉門ヒロを「親友」扱いしていたが、嘉門ヒロの好意を知り、偽装結婚を強要していたことに罪悪感を覚え始める。また、交際していた大学時代を思い出し、嘉門ヒロを身も心も愛せないかと葛藤するようになる。嘉門ヒロの助けを受ける際に「ヒーロー」とつぶやくことがる。幼稚園に定期的に荷物を配達しに来る宅配業者の弟子丸保に片思いしている。母親の陽村華苗にはゲイであることを隠しており、カミングアウトできないまま独身を貫いている。
原すみれが幼稚園のホームページに「園長代理はゲイである」事を暴露する書き込み騒動となったために園長代理を解任され、その事がきっかけとなり幼稚園を去ることとなった上、母親の陽村華苗から勘当された。嘉門ヒロとの偽装結婚を解消し、「1年後に再会する」約束をして海外へと発つ。1年後、嘉門ヒロと再会。
水森 しおり（みずもり しおり）〈38〉
演 - 内田有紀
水森由羽の母で陽村超治の幼稚園に娘を通わせているシングルマザー。元夫からのDVの後遺症により足を引きずっている。また男性恐怖症となり、以後レズビアンであると自覚するようになる。図書館で知り合った嘉門ヒロに好意を持つようになる。穏健な性格であり、周囲に何を言われても気にする素振りを見せない。
水森 由羽（みずもり ゆう）〈5〉
演 - 井上琳水
水森しおりの娘。幼稚園児。無口で無愛想。しかし、本当は母親思いの優しい女の子。母親・水森しおりの性的指向に理解を示しており、嘉門ヒロに家族になって欲しいと願っている。
弟子丸 保（でしまる たもつ）〈23〉
演 - 工藤阿須加
宅配業者の好青年。正義の味方を志望している。好きな言葉は「世界平和」と「ライス大盛り無料」、嫌いな言葉は「見て見ぬふり」と「消費税別」。過去に不良グループと関係を持っていたことがある。陽村超治に好意を持たれるが、彼がゲイであることは知らず、また、ゲイと付き合うことには否定的で、陽村超治から告白されて戸惑う。
名波 八重子（ななみ やえこ）〈38〉
演 - 坂井真紀
嘉門ヒロの従妹。専業主婦で、真（演 - 水野哲志）と愛（演 - 野嶋渚央）の2人の肥満の子供がいる。幼少期から常に嘉門ヒロと比較されていたため、彼女に対して劣等感を抱いている。そのためか、東大卒のエリート会社員の夫を自慢にしており、いつも高級品を身に着けている。
郷田 天人（ごうだ てんじん）〈42〉
演 - 佐藤二朗
嘉門ヒロの従弟。売れないマジシャン。口数は少なく、家に引きこもりがちである。「サプラーイズ」が口癖。嘉門ヒロに対して密かに好意を抱いていた。
郷田 照乃（ごうだ てるの）〈63〉
演 - キムラ緑子
嘉門ヒロの叔母（亡き母の妹）で育ての親。夫に逃げられ、結婚に対して否定的な見解を持っている。嘉門ヒロに対しては毒舌で接しており、そのことを嘉門ヒロに恨まれている。しかし、実際は火事の中で赤ん坊だった嘉門ヒロを助け出した張本人であり、何かと嘉門ヒロのことを気にかけている。喫煙者。「バカだねぇ」が口癖。
陽村 華苗（ひむら かなえ）〈72→73〉
演 - 富司純子
陽村超治の母。気が強くて勝気で見栄っ張りな性格。富山県で美容室を営む美容師で、夫の亡き後女手一つで陽村超治を養育した。癌により余命半年の診断を受け、息子・陽村超治の結婚を熱望していた。嘉門ヒロと陽村超治が婚姻届を提出し披露宴を開いた後に、癌や余命の話は嘘であると嘉門ヒロにだけ告白する。
陽村超治が結婚しないことに焦りを感じており、ゲイではないかと疑っている。その後、原すみれが「陽村超治がゲイである」という事を暴露する書き込みをした事がきっかけとなり、陽村超治がゲイである事を認めたため勘当を言い渡した。
原 すみれ（はら すみれ）〈32〉
演 - 柴本幸
幼稚園の先生。陽村超治に想いを寄せており、嘉門ヒロを敵視する。
陽村超治が保と親しげに話しているのを見て嫉妬を募らせ、幼稚園のホームページに陽村超治がゲイであることを暴露する内容の書き込みをしたり、陽村超治と弟子丸保が笑顔で会話している写真を、幼稚園に通う園児達の家にばら撒いたりしていたが、騒ぎが大きくなりすぎたことに罪悪感を覚え、保護者への説明会の直前に陽村超治に謝罪した。
須藤 利一（すどう りいち）〈51〉
演 - 田中要次
嘉門ヒロの勤める図書館の館長。3年前に妻を亡くしており、嘉門ヒロとの再婚を夢見ている。
また、図書館での仕事にやりがいを見いだせないでいる。
小田 真理（おだ まり）
演 - 上地春奈
嘉門ヒロの勤める図書館の後輩の司書。
小俣（こまた）
演 - 柳谷ユカ
嘉門ヒロの勤める図書館の利用者かつクレーマー。
正体は郷田家の家政婦であり、郷田照乃に嘉門ヒロの様子を偵察するように送り込まれていた。

### ゲスト
第2話
みどり
演 - 春名風花（第7話・第8話）
幼稚園の先生。

第3話
石井医師
演 - 平泉成（第4話）
陽村超治の母親・陽村華苗の主治医。嘉門ヒロと陽村超治の披露宴ではお色直しの時間稼ぎの余興として居合いを見せた。

第5話
名波 幸司
演 - 桜井聖
名波八重子の夫。脱サラし、農業をやりたいと考えているが名波八重子に猛反対されている。

第6話
皆川 正義
演 - 神尾佑
水森しおりの元夫。エリート弁護士だが、ひどいDV男で、離婚後も水森しおりにストーカー行為を行う。
皆川 恭子
演 - 泉晶子
皆川正義の母。

## スタッフ
- 脚本 - 遊川和彦
- 演出 - 深川栄洋、石尾純、日暮謙、伊藤彰記
- チーフプロデューサー - 伊藤響
- プロデューサー - 大平太、高明希、田上リサ
- 音楽 - 平井真美子
- 美術プロデュース - 高野雅裕
- 美術デザイン - 荒川淳彦
- 主題歌 - JUJU「What You Want」[3]（Sony Music Associated Records）
- 制作協力 - 5年D組
- 製作著作 - 日本テレビ

## 放送日程
| 各話                                           | 放送日   | サブタイトル                     | 演出     | 視聴率 |
| ---------------------------------------------- | -------- | -------------------------------- | -------- | ------ |
| 第1話                                          | 10月07日 | 人嫌い女がゲイと結婚!?           | 深川栄洋 | 14.7%  |
| 第2話                                          | 10月14日 | 花嫁になると決めた理由           | 深川栄洋 | 10.3%  |
| 第3話                                          | 10月21日 | ついて良い嘘と悪い嘘             | 石尾純   | 11.3%  |
| 第4話                                          | 10月28日 | 親友に怒りの鉄拳!                | 日暮謙   | 12.3%  |
| 第5話                                          | 11月04日 | 恐怖の四角関係パーティー         | 深川栄洋 | 11.4%  |
| 第6話                                          | 11月11日 | 今夜、私を抱いて…                | 石尾純   | 12.3%  |
| 第7話                                          | 11月18日 | 夫を奪われた妻                   | 伊藤彰記 | 11.0%  |
| 第8話                                          | 11月25日 | 驚愕の再会!変わり果てた夫に妻は… | 深川栄洋 | 13.4%  |
| 第9話                                          | 12月02日 | 1年後の約束!新パートナーは誰?    | 日暮謙   | 11.8%  |
| 最終話                                         | 12月09日 | 一生のパートナーと出逢えた奇跡   | 深川栄洋 | 12.8%  |
| （視聴率はビデオリサーチ調べ、関東地区・世帯） |          |                                  |          |        |

## 番組への反応
第8話では、お互いの思いを知った2人が街路樹の下で別れを告げ、それぞれ道を歩き始める…というまるで最終回のようなシーンがあった。データニュース社のテレビ視聴アンケート「テレビウォッチャー」（対象3000人）によると、初回から第8話までの平均満足度は3.83（5段階評価）で、高満足度の基準3.7を超える高数値を記録。視聴者はそれまでの展開を「最終回でもいいくらい、きれいな終わり方だった」などと評価する声が多かった。しかし第9話から突如仰天の展開になり、視聴者は「急展開すぎる」「どこに結末が向かうのだろうか」「えー!!そういう展開って唖然」など、意外すぎるストーリーに大きく動揺し、満足度は番組最低の3.59まで落ちてしまった。最終回では「最後はヒロと超治がハッピーエンドになり、よかった」「脚本が遊川さんなので不幸な終わり方にならないか心配だったが、一応ハッピーエンドでよかった」などと、落ち着くところに落ち着いたことから、満足度は最低だった前回から盛り返し、3.64で終わった。しかし、ドラマの伏線としてゲイやレズビアンといったデリケートな要素が絡んだ展開だったことから「肉体的に結ばれなくても男女で一緒にいるのが正しいって言いたいの?」「LGBTを軽視してるように感じる 」といった批判がネット上で相次いだ。一方で「（保の）失恋は気の毒だけどゲイと付き合ったことは可哀想じゃないしそれでゲイになってもバイになっても特に可哀想じゃない」「最終回の終わり方で議論をもたらすのが作者の狙いだったと思う」などのように、それぞれのキャラクターの選択の結果であり、そうして“視聴者に考えさせること”がドラマの目的だったのではという意見もあり、賛否両論となった。